# 14e cérémonie des Golden Globes
La 14e cérémonie des Golden Globes a eu lieu le 28 février 1957, récompensant les films diffusés en 1956 et les professionnels s'étant distingués cette année-là.

## Palmarès
Les lauréats sont indiqués ci-dessous en premier de chaque catégorie et en caractères gras.

### Cinéma

#### Meilleur film dramatique
- Le Tour du monde en quatre-vingts jours (Around the World In 80 Days)
  - Le Faiseur de pluie (The Rainmaker)
  -  Géant (Giant)
  - Guerre et Paix (War and Peace)
  - La Vie passionnée de Vincent van Gogh (Lust For Life)

#### Meilleur film musical ou de comédie
- Le Roi et moi (The King and I)
  - Arrêt d'autobus (Bus Stop)
  - Une Cadillac en or massif (The Solid Gold Cadillac)
  - The Opposite Sex
  - La Petite Maison de thé (The Teahouse of the August Moon)

#### Meilleur réalisateur
- Elia Kazan – Baby Doll
  - Michael Anderson – Le Tour du monde en quatre-vingts jours (Around the World In 80 Days)
  - Vincente Minnelli – La Vie passionnée de Vincent van Gogh (Lust For Life)
  - George Stevens –  Géant (Giant)
  - King Vidor – Guerre et Paix (War and Peace)

#### Meilleur acteur dans un film dramatique
- Kirk Douglas pour le rôle de Vincent van Gogh dans La Vie passionnée de Vincent van Gogh (Lust For Life)
  - Gary Cooper pour le rôle de Jean (Jess) Birdwell dans La Loi du Seigneur (Friendly Persuasion)
  - Charlton Heston pour le rôle de Moïse dans Les Dix Commandements (The Ten Commandments)
  - Burt Lancaster pour les rôles de Bill Starbuck, Bill Smith, Bill Harle, Tornado Johnson dans Le Faiseur de pluie (The Rainmaker)
  - Karl Malden pour le rôle d'Archie Lee Meighan dans Baby Doll

#### Meilleure actrice dans un film dramatique
- Ingrid Bergman pour le rôle d'Anna Koreff / Grande-duchesse Anastasia Nikolaevna dans Anastasia
  - Carroll Baker pour le rôle de Baby Doll Meighan dans Baby Doll
  - Helen Hayes pour le rôle de l'impératrice douairière Maria Fedorovna dans Anastasia
  - Audrey Hepburn pour le rôle de Natacha Rostov dans Guerre et Paix (War and Peace)
  - Katharine Hepburn pour le rôle de Lizzie Curry dans Le Faiseur de pluie (The Rainmaker)

#### Meilleur acteur dans un film musical ou une comédie
- Cantinflas pour le rôle de Passepartout dans Le Tour du monde en quatre-vingts jours (Around the World In 80 Days)
  - Marlon Brando pour le rôle de Sakini dans La Petite Maison de thé (The Teahouse of the August Moon)
  - Yul Brynner pour le rôle du roi Rama IV dans Le Roi et moi (The King and I)
  - Glenn Ford pour le rôle du Capitaine Fisby dans La Petite Maison de thé (The Teahouse of the August Moon)
  - Danny Kaye pour le rôle d'Hubert Hawkins dans Le Bouffon du roi (The Court Jester)

#### Meilleure actrice dans un film musical ou une comédie
- Deborah Kerr pour le rôle d'Anna Leonowens dans Le Roi et moi (The King and I)
  - Judy Holliday pour le rôle de Laura Partridge dans Une Cadillac en or massif (The Solid Gold Cadillac)
  - Machiko Kyō pour le rôle de Fleur de lotus dans La Petite Maison de thé (The Teahouse of the August Moon)
  - Marilyn Monroe pour le rôle de Cherie/Chérie dans Arrêt d'autobus (Bus Stop)
  - Debbie Reynolds pour le rôle de Polly Parish dans Le Bébé de Mademoiselle (Bundle of Joy)

#### Meilleur acteur dans un second rôle
- Earl Holliman pour le rôle de Jim Curry dans Le Faiseur de pluie (The Rainmaker)
  - Eddie Albert pour le rôle du Capitaine McLean dans La Petite Maison de thé (The Teahouse of the August Moon)
  - Oskar Homolka pour le rôle du Général Mikhail Koutouzov dans Guerre et Paix (War and Peace)
  - Anthony Quinn pour le rôle de Paul Gauguin dans La Vie passionnée de Vincent van Gogh (Lust For Life)
  - Eli Wallach pour le rôle de Silva Vacarro dans Baby Doll

#### Meilleure actrice dans un second rôle
- Eileen Heckart pour le rôle d'Hortense Daigle dans La Mauvaise Graine (The Bad Seed)
  - Mildred Dunnock pour le rôle de Tante Rose Comfort dans Baby Doll
  - Marjorie Main pour le rôle de la veuve Hudspeth dans La Loi du Seigneur (Friendly Persuasion)
  - Dorothy Malone pour le rôle de Marylee Hadley dans Écrit sur du vent (Written on the Wind)
  - Patty McCormack pour le rôle de Rhoda Penmark dans La Mauvaise Graine (The Bad Seed)

#### Golden Globe du meilleur film en langue étrangère
(ex æquo)
- La Fille en noir (Το κορίτσι με τα μαύρα) •  Grèce
- Guerre et Paix (War and Peace) •  Italie
- Le Renne blanc (Valkoinen peura) •  Finlande
- Taiyô to bara •  Japon
- Vor Sonnenuntergang •  Allemagne
- Richard III •  Royaume-Uni - Golden Globe du meilleur film étranger en langue anglaise.

#### Golden Globe de la révélation masculine de l'année
La récompense avait déjà été décernée.
(ex æquo)
- John Kerr pour le rôle de Tom Robinson Lee dans Thé et Sympathie (Tea and Sympathy)
- Paul Newman pour le rôle de Basil dans Le Calice d'argent (The Silver Chalice)
- Anthony Perkins pour le rôle de Josh Birdwell (Jacques) dans La Loi du Seigneur (Friendly Persuasion)
- Jacques Bergerac (France) pour le rôle de Pierre Ducros dans Les Girls - Golden Globe de la révélation masculine étrangère de l'année.

#### Golden Globe de la révélation féminine de l'année
La récompense avait déjà été décernée.
(ex æquo)
- Carroll Baker pour le rôle de Luz Benedict dans  Géant (Giant) et de Baby Doll dans Baby Doll
- Jayne Mansfield pour le rôle de Jerri Jordan dans La Blonde et moi (The Girl Can't Help It)
- Natalie Wood pour le rôle de Judy dans La Fureur de vivre (Rebel Without a Cause)
- Taina Elg (Finlande) pour le rôle d'Angèle Ducros dans Les Girls - Golden Globe de la révélation féminine étrangère de l'année.

### Télévision

#### Meilleur Show Télévisé
La récompense avait déjà été décernée.
(ex æquo)
- Cheyenne
- Matinee Theater (en)
- The Mickey Mouse Club
- Playhouse 90
- This Is Your Life (en)

### Spéciales

#### Cecil B. DeMille Award
- Mervyn LeRoy

#### Henrietta Award
Récompensant un acteur et une actrice.
La récompense avait déjà été décernée.
- Kim Novak
- James Dean

#### Golden Globe de la meilleure promotion pour l'entente internationale
La récompense avait déjà été décernée.
- Les Ailes de l'espérance (Battle Hymn) – Douglas Sirk
  - Le Roi et moi (King and I) – Walter Lang
  - La Petite Maison de thé (The Teahouse of the August Moon) – Daniel Mann
  - Les clameurs se sont tues (The Brave One) – Irving Rapper
  - La Loi du Seigneur (Friendly Persuasion) – William Wyler

#### Special Achievement Award
La récompense avait déjà été décernée.
- Dimitri Tiomkin pour la reconnaissance de musique de film[2]
- Edwin Schallert pour l'avancer dans l'industrie cinématographique[3].
- Elizabeth Taylor pour une prestation cohérente[4].

#### Hollywood Citizenship Award
La récompense avait déjà été décernée.
- Ronald Reagan